# Alexander Calandrelli
Pour les articles homonymes, voir Calandrelli.
Alexander Calandrelli, né le 9 mai 1834 à Berlin et mort le 26 mai 1903 dans le quartier berlinois de Lankwitz, est un sculpteur allemand d'origine italienne. Il appartient à l'École de sculpture de Berlin.

## Biographie

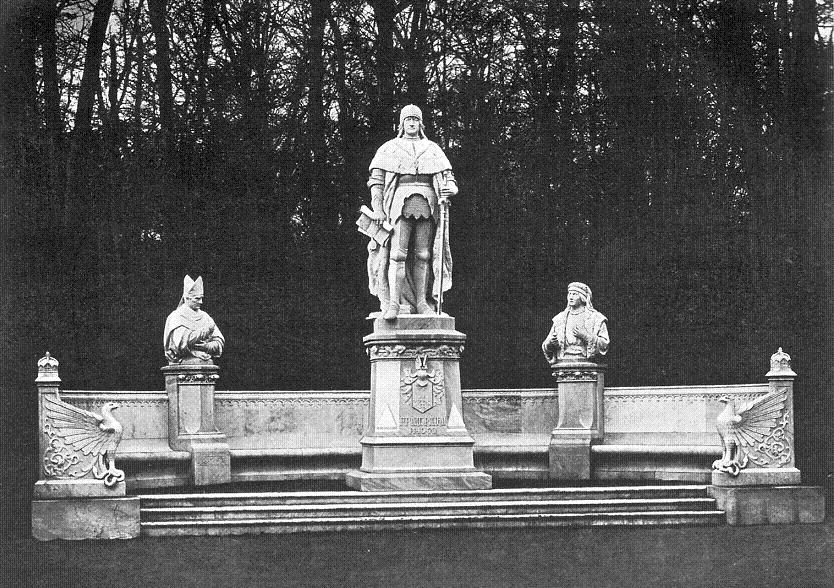
Monument de Frédéric II de Brandebourg de l'allée de la Victoire (aujourd'hui disparue) de Berlin inauguré en décembre 1898

Son père était un lapidaire de Rome qui est arrivé en Allemagne en 1832. 
De 1847 à 1850 Alexander Calandrelli suit les cours à l'Académie royale prussienne des arts de Berlin, mais il écourte ses études en raison de problèmes financiers. Néanmoins, il est encore capable de poursuivre sa formation dans des ateliers d'artistes.
À partir de 1864, il dirige son propre atelier et exécute de petits travaux en cire, compétence qu'il avait acquise.
En 1874, Calandrelli devient professeur de sculpture. 
En 1883, il est membre de l'Académie royale des arts de Berlin et entre au Conseil d'administration en 1887.
En 1888, il accueille dans son atelier le sculpteur animalier August Gaul.
Alexander Calandrelli appartenait depuis les années 1870 aux artistes favoris de la cour impériale. Le style classique de son travail le classe en tant que représentant tardif de Christian Daniel Rauch. Une grande partie de ses œuvres sont présentées au public à l'Alte Nationalgalerie de Berlin.
Il est enterré au cimetière de Wilmersdorf de Berlin.